# Dewesiłowo
Dewesiłowo (bułg. Девесилово) – wieś w Bułgarii, w obwodzie Kyrdżali, w gminie Krumowgrad. W 2024 roku liczyła 204 mieszkańców.